# Attentat contre le commissariat central d'Alger
L'attentat contre le commissariat central d'Alger est une attaque terroriste islamiste à la voiture piégée perpétrée contre le Commissariat central d'Alger le 30 janvier 1995 à 15 h 30. Le bilan définitif fait état de 42 morts et 256 blessés.

## Déroulement
Le 30 janvier 1995 à 15 h 30, une voiture piégée explose au 14, boulevard Colonel Amirouche visant le Commissariat central d'Alger faisant 42 morts et 256 blessés.